# 화피
화피(畫皮, Painted Skin)는 진가상 감독, 조미, 주신, 진곤, 전쯔단, 손려, 척옥무 주연의 영화이다. 2008년 9월 25일 홍콩 개봉, 28일 중국, 싱가포르, 태국, 말레이시아, 인도네시아, 타이완 등 아시아 7개국에서 동시 개봉했다. 한국 개봉일은 2008년 10월 23일이다.

## 출연

### 주연
- 천쿤
- 자오웨이
- 저우쉰

### 조연
- 쑨리
- 척옥무
- 견자단

## 기타
- 원작자: 포송령
- 무술연출: 견자단